# Lottia angusta
Lottia angusta is een slakkensoort uit de familie van de Lottiidae. De wetenschappelijke naam van de soort is voor het eerst geldig gepubliceerd in 1967 door Moskalev in Golikov & Scarlato.